# در جستجوی قهرمان
در جستجوی قهرمان فیلمی به کارگردانی حمیدرضا آشتیانی پور و نویسندگی سید مجید امامی محصول سال ۱۳۶۷ است.

## خلاصه داستان
یک دانشجوی رشته سینما بنام وحید در جستجوی انتخاب موضوع برای نوشتن یک فیلمنامه است او در خلال نوشتن فیلمنامه جنگی، از همسرش می‌شنود که موضوعاتی که در این فیلمنامه عنوان کرده تفاوت‌های زیادی با جنگ در ایران دارد و نوشته‌های او را بیشتر شبیه فیلم‌های آلمانی و آمریکایی می‌بیند. وحید وقتی موفقیتی در نوشته‌های خود نمی‌یابد با پیشنهاد یکی از دوستان به جبهه می‌رود ولی بر اثر یک اتفاق به خط مقدم می‌رود و در یک درگیری با دشمن زمانی که در تانکی قرار دارد همراه با رزمنده ای دیگر در منطقه گم می‌شود و عملاً وارد جنگ می‌شود و به حقایق تازه ای می‌رسد که در نهایت آن‌ها را در فیلمنامه استفاده می‌کند.

## بازیگران
- مجید مجیدی
- عطاءاله سلمانیان
- عبدالحسن برزیده
- مجید آشتیانی پور
- رضا شفیع مهر
- نیلوفر محمودی
- رضا سروی
- حسن اسدی
- حبیب اله رجبعلی
- رضا قاسمی
- بهزاد خداویسی